# Подъяворинская, Людмила
Людмила Подъяворинская (словац. Ľudmila Podjavorinská, урождённая Riznerová; 1872 — 1951) — чехословацкая писательница, использовала псевдонимы Božena, Damascena, Ľ. Šeršelínová, Ľ. Špirifangulínová, Ľudka, Ľudmila, Ľudmila Ružodolská, Ľudmila Veselohorská, Ľ. Vrzalovská, M. Ružodolský, Milko Ružodolský, Nechtík, Nevädza, Podjavorinský, Sojka, Teta Ľudmila.

## Биография
Родилась 26 апреля 1872 года в местечке Bzince pod Javorinou, в окрестностях города Яворина Австро-Венгрии, ныне в Словакии, в преподавательской семье, которая в 1910 году переехала в город Нове-Место-над-Вагом. 

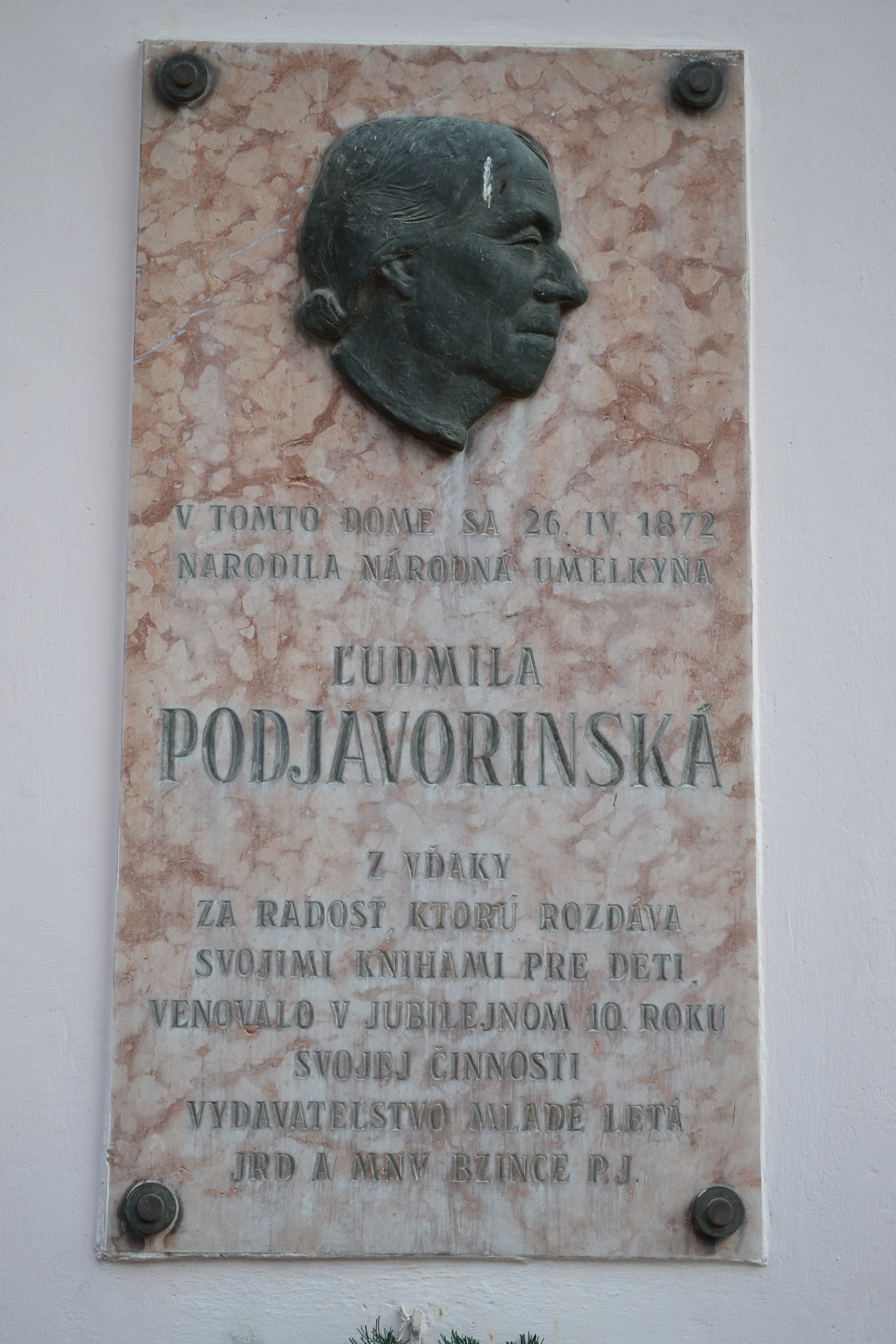
Памятная доска на доме, где жила писательница

Училась в родном городе. Первые её пробы на писательском поприще были поддержаны дядей  Ľudovít Rizner и  местным пастором, одновременно писателем — Ján Pravoslav Leška. Позже некоторое время она работала в качестве сотрудника Красного Креста, помогала отцу в школе, но большую часть жизни существовала на небольшие доходы от литературной деятельности.
Своё первое произведение опубликовала в будапештской газете Slovenské noviny и в журнале Vlasť a svet в 1887—1888 годах. В Словакии её произведения появились в 1892 году в газетах Národnie noviny и Slovenské pohľady. Первоначально писала стихи, затем решила посвятить себя прозе. Осталась известной как основатель современной словацкой литературы для детей. Некоторые её произведения были переведены на иностранные языки. В СССР были известны её стихотворения «Строил воробей» и «Лягушонок», по которому был снят одноимённый мультфильм.
Умерла 2 марта 1951 года в городе Нове-Место-над-Вагом Чехословакии, ныне в Словакии.

## Заслуги
Людмила Подъяворинская была первым литератором, удостоенным звания Народного писателя ЧССР. На её родине открыт дом-музей; её именем назван астероид № 42849. В 1972 году была выпущена почтовая марка Чехословакии, посвящённая писательнице.